# LaMont McIntosh
LaMont McIntosh (Columbia, 1º luglio 1982) è un ex cestista statunitense, professionista in Europa.